# Enrico Camanni
Enrico Camanni (Torino, 1957) è uno scrittore, giornalista e alpinista italiano. Nato a Torino, ha conseguito il diploma di maturità scientifica al liceo Gobetti, ha frequentato il corso di indirizzo storico alla Facoltà di Scienze politiche.

## Biografia
Alpinista molto attivo sulle Alpi, dove ha aperto una decina di vie nuove e ripetuto circa ottocento itinerari di roccia e ghiaccio, è stato membro del Gruppo Alta Montagna, istruttore della Scuola nazionale di Alpinismo Giusto Gervasutti e direttore della Scuola nazionale di Scialpinismo della Sucai Torino. È socio accademico del CAI.
Attraverso la passione per l'alpinismo è approdato al giornalismo di montagna, alternando lo studio e il lavoro sul campo con l'attività di scrittura e redazione.

### Attività giornalistiche, collaborative e creative
È stato redattore capo della Rivista della Montagna dal 1977 al 1984.
Nel 1985 ha fondato il mensile ALP, che ha diretto per tredici anni.
Dal 1999 al 2008 ha diretto la rivista internazionale di cultura alpina L'Alpe(edizione italiana), nata da un accordo di cooperazione con il Musée Dauphinois di Grenoble.
Dal 1999 collabora con il quotidiano La Stampa, nelle pagine culturali e in cronaca.
Nel 2000 ha diretto con Vincenzo Pasquali il film La montagna inventata, primo premio al FilmFestival di Trento nelle opere di produzione autonoma.
Dal 2008 al 2011 ha diretto il mensile Piemonte Parchi della Regione Piemonte.
Ha scritto articoli, commenti, saggi e recensioni sulla storia dell'alpinismo, l'ambiente e le tematiche alpine, collaborando con numerosi giornali quotidiani e periodici tra cui "Airone", "Il Sole 24 Ore", "La Stampa", "L'Unità", "Meridiani", "Specchio", "National Geographic", "Il Manifesto", "L'Indice dei libri del mese".
In quarant'anni di attività pubblicistica e di ricerca, ha gradualmente allargato i suoi studi dall'alpinismo alla storia delle Alpi e alle problematiche dell'ambiente alpino, in particolare dal punto di vista umano, unendo più discipline e una vasta gamma di competenze.
Si è contemporaneamente dedicato alla narrativa, pubblicando nove romanzi ambientati in diversi periodi storici.
Ha diretto e curato l'edizione italiana del Grande Dizionario Enciclopedico delle Alpi (2007).
Ha affrontato il problema della museografia alpina contemporanea, curando la progettazione scientifica del Museo nazionale della montagna di Torino, del Museo delle Alpi nell'Opera Carlo Alberto, de Le Alpi dei Ragazzi nell'Opera Vittorio e del Museo delle Frontiere nell'Opera Ferdinando, tutti al Forte di Bard, Valle d'Aosta.
Ha collaborato alla progettazione e alla realizzazione dell'esposizione permanente Montagna in movimento al Forte di Vinadio (Valle Stura).
È stato progettista e direttore culturale di Alpi 365 Expo, il rinnovato salone della montagna di Torino (2007).
In scia alle Olimpiadi di Torino 2006, insieme a Rinaldo Bontempi, ha ideato e diretto il progetto "Torino città delle Alpi".
Dal 2009 è vicepresidente dell'Associazione Dislivelli, ricerca e comunicazione sulla montagna.
Nel giugno 2012 ha fondato con un gruppo di torinesi e l’appoggio esterno di Carlo Petrini la rivista "Turin, storia e storie della città", che ha diretto fino alla chiusura.
Nel 2014 ha avviato con l’Associazione Dislivelli la start-up del progetto Sweet Mountains, la grande rete del turismo responsabile sulle Alpi occidentali. Nel 2015 il progetto è diventato una realtà con un sito in 4 lingue e l’offerta dei luoghi Sweet sul mercato internazionale.
Negli ultimi anni s'è dedicato in particolare alla scrittura con la pubblicazione delle ultime avventure di Nanni Settembrini nei Gialli Mondadori e con il fortunato romanzo Se non dovessi tornare. La vita bruciata di Gary Hemming negli Oscar Mondadori.

## Opere
- con Daniele Jalla, Museo delle Alpi: guida breve, collaborazione per la parte geologica di Michele Lanzinger, Saint-Christophe, Musumeci.
- con Giuseppe Dematteis, Le Valli di Lanzo e il Canavese, Milano, Fabbri, 1982.
- Grandi guide italiane dell'arco alpino, Ivrea, Priuli & Verlucca, 1985.
- La letteratura dell'alpinismo, Bologna, Zanichelli, 1985.
- Introduzione in, Paesaggi delle Alpi, Courmayeur, Pheljna, 1985.
- con Stefano Ardito, Rifugi e sentieri: 64 escursioni facili per la scoperta delle montagne italiane, Bologna, Zanichelli, 1987, ISBN 88-08-04264-2.
- curatore con Cesare Bonfanti, Aria di montagna: testi e immagini dalle Alpi Liguri alle Alpi Giulie (2 volumi), Bergamo, Novecento Grafico, 1989. Contiene: Dalle Alpi Liguri alla Mesolcina e Dalle Prealpi Lombarde alle Alpi Giulie.
- curatore di Dino Buzzati, Le montagne di vetro: articoli e racconti dal 1932 al 1971, Torino, Vivalda, 1989, ISBN 88-7808-203-1.
- con Daniele Ribola e Pietro Spirito, La stagione degli eroi: Castiglioni, Comici, Gervasutti, Torino, Vivalda, 1994, ISBN 88-7808-113-2.
- curatore di Gian Piero Motti, La storia dell'alpinismo, Torino, Vivalda, 1994, ISBN 88-7808-110-8.
- con Stefano Camanni, In principio era il mare: la storia geologica delle Alpi, Ivrea, Priuli & Verlucca, 1995, ISBN 88-8068-014-5.
- con Mirta Da Pra Pocchiesa, L'ultimo messaggio: viaggio verso il confine del suicidio attraverso il quotidiano della vita, Torino, Edizioni Gruppo Abele, 1995, ISBN 88-7670-202-4.
- AA.VV., Le Alpi di Messner (13 volumi), a cura di Giorgio Vivalda, Torino, La Stampa, 1995. Contiene: Cervino: la sfida della vertigine e Monte Rosa: orizzonti di ghiaccio.
- Baìo baìo, in Cuneo Provincia Granda : rivista quadrimestrale sotto l'egida della Camera di commercio, industria, artigianato e agricoltura, dell'Amministrazione provinciale del Comune di Cuneo e dell'Ente provinciale per il turismo, Anno 46, n. 1, 1997,  pp. 28-32.
- Cieli di pietra: la vera storia di Amé Gorret, Torino, Vivalda, 1997, ISBN 88-7808-129-9.
- La guerra di Joseph, Torino, Vivalda, 1998, ISBN 88-7808-137-X. Premio Via Po 1998 e Premio Itas del libro di montagna 1999
- curatore di AA.VV., Nuovi mattini: il singolare Sessantotto degli alpinisti, Torino, Vivalda, 1998, ISBN 88-7808-139-6.
- curatore di Lino Marini, Simbolico e concreto: le linee di roccia e di ghiaccio, Torino, Museo Nazionale della Montagna Duca degli Abruzzi-Cai Torino, 1999, ISBN 88-85903-89-4.
- curatore di Gian Piero Motti, I falliti e altri scritti, Torino, Vivalda, 2000, ISBN 88-7808-145-0. Poi  curatore di Gian Piero Motti, I falliti e altri scritti, Milano, RCS MediaGroup, 2014.
- La nuova vita delle Alpi, Torino, Bollati Boringhieri, 2002, ISBN 88-339-1402-X. Premio Dolomiti "Vivere la montagna" 2002
- La notte del Cervino, Torino, CDA & Vivalda, 2003, ISBN 88-7480-020-7.
- Montagne del Piemonte 360°, fotografie di Bruno Allaix, Pavone Canavese, Priuli & Verlucca, 2003, ISBN 88-8068-219-9.
- con Furio Chiaretta e Franco Michieli, Valle di Cogne: la più celebre del Gran Paradiso, Torino, CDA & Vivalda, 2004, ISBN 88-7480-039-8.
- Mal di montagna, Torino, CDA & Vivalda, 2005, ISBN 88-7480-069-X.
- introduzione in Andrea Parodi, Nelle Alpi del Sole: itinerari alpinistici sulle tracce dei pionieri dalla Liguria al Monviso, Arenzano, Andrea Parodi, 2005, ISBN 88-88873-06-6.
- contributi in Maurizio Crosetti e Giovanni Tesio, Torino e lo sport: storie, luoghi, immagini, Torino, Città di Torino, 2005, ISBN 88-86685-72-6.
- La sciatrice, Torino, CDA & Vivalda, 2006, ISBN 88-7480-096-7.
- curatore di, Museo delle Alpi: un'antologia critica, Cinisello Balsamo, Silvana, 2006.
- con Aldo Audisio e Marco Ribetti, Museo Nazionale della Montagna: a Torino dal 1874, Torino, Museo Nazionale della Montagna Duca degli Abruzzi-CAI Torino, 2006, ISBN 88-7376-029-5.
- prefazione di Annibale Salsa, Il tramonto delle identità tradizionali: spaesamento e disagio esistenziale nelle Alpi, Scarmagno, Priuli & Verlucca, 2007, ISBN 978-88-8068-378-0.
- prefazione di Giuseppe Saglio e Cinzia Zola, In su e in sé: alpinismo e psicologia, Scarmagno, Priuli & Verlucca, 2007, ISBN 978-88-8068-350-6.
- introduzione in, K2 una storia finita: relazione di Fosco Maraini, Alberto Monticone, Luigi Zanzi sulla spedizione italiana al K2 del 1954, a cura di Luigi Zanzi, fotografie inedite di Erich Abram, prefazione di Annibale Salsa, postfazione di Roberto Mantovani, Ivrea, Priuli & Verlucca, 2007, ISBN 978-88-8068-391-9.
- curatore con Federica Beux, Francesca Panero e Pierangela Piazza, Le Alpi: il grande dizionario (7 volumi), Scarmagno, Priuli & Verlucca, 2007. Premio Leggimontagna 2008
- curatore con Federica Beux, Francesca Panero e Pierangela Piazza, Le Alpi: la grande enciclopedia (5 volumi), Scarmagno, Priuli & Verlucca, 2007. Premio Leggimontagna 2008
- L'ultima Camel blu, Torinoù, CDA & Vivalda, 2008, ISBN 978-88-7480-126-8.
- Il Cervino è nudo, Courmayeur, Liaison, 2008, ISBN 978-88-95586-07-6.
- saggio contenuto in Lorenzo Delfino e Erich Giordano, Altrove: la montagna dell'identità e dell'alterità, Scarmagno, Priuli & Verlucca, 2009, ISBN 978-88-8068-459-6.
- curatore di AA.VV., Guide alpine: dal Piemonte alle montagne del mondo, Torino, Museo Nazionale della Montagna Duca degli Abruzzi-Cai Torino, 2009, ISBN 978-88-7376-044-3.
- prefazione di Francesco Bocchetti e Gianni Zotta, Sudtirolo: il cammino degli eredi, Trento, ProfessionalDreamers, 2009, ISBN 978-88-904295-1-4.
- Ghiaccio vivo: storia e antropologia dei ghiacciai alpini, Scarmagno, Priuli & Verlucca, 2010, ISBN 978-88-8068-493-0. Premio Leggi montagna 2011
- La metafora dell'Alpinismo, Courmayeur, Liaison, 2010, ISBN 978-88-95586-13-7. Premio Alpinia 2010
- prefazione di Riccardo Decarli, Vita spericolata di Giorgio Graffer: biografia, lettere, diari e fotografie inedite di un mito dell'alpinismo ed asso dell'aviazione, presentazione di Piergiorgio Motter, Trento, SAT, 2010.
- con Daniele Ollier, Anuk, Courmayeur, Liaison, 2011, ISBN 978-88-95586-18-2.
- prefazione di Luca Gibello, Cantieri d'alta quota: breve storia della costruzione dei rifugi sulle Alpi, contributi di Pietro Crivellaro e Roberto Dini, Biella, Lineadaria, 2011, ISBN 978-88-95734-94-1.
- Cesare Ottin Pecchio, I samaritani della roccia e altri racconti, Scarmagno, Priuli & Verlucca, 2011, ISBN 978-88-8068-498-5.
- Il ragazzo che era in lui, Torino, Vivalda, 2011, ISBN 978-88-7480-156-5.
- con Annibale Salsa, Le Alpi e l'unità nazionale: trasformazioni e mutamenti, Torino, Museo Nazionale della Montagna Duca degli Abruzzi-Cai Torino, 2011, ISBN 978-88-7376-053-5.
- introduzione in Carlo Ruata, Monviso tra carta e tela, con la collaborazione di Carlo Bessone, Saluzzo, Fusta, 2011, ISBN 978-88-95163-71-0.
- curatore di AA.VV., Lupus in fabula: concorso letterario, Scarmagno, Priuli & Verlucca, 2012, ISBN 978-88-8068-578-4.
- Aldo Audisio e Alessandro Pastore (a cura di), CAI 150, 1863-2013: il libro, Torino, Museo Nazionale della Montagna Duca degli Abruzzi-CAI Torino, 2013, ISBN 978-88-7982-058-5. Contiene: Scalare le Alpi.
- Di roccia e di ghiaccio: storia dell'alpinismo in 12 gradi, Roma, Bari, Laterza, 2013, ISBN 978-88-581-0834-5.
- curatore di Gian Piero Motti, La storia dell'alpinismo, Scarmagno, Priuli & Verlucca, 2013, ISBN 978-88-98571-00-0.
- Il viaggio verticale: breviario di uno scalatore tra terra e cielo, Portogruaro, Ediciclo, 2014, ISBN 978-88-6549-107-2.
- Il fuoco e il gelo: la Grande Guerra sulle montagne, Roma, Bari, Laterza, 2014, ISBN 978-88-581-1237-3.
- L'incanto del rifugio: piccolo elogio della notte in montagna, Portogruaro, Ediciclo, 2015, ISBN 978-88-6549-157-7.
- Le Alpi, la crisi, la rivincita del locale, Valle di Susa, Tabor, 2015.
- Alpi ribelli: storie di montagna, resistenza e utopia, Roma, Bari, Laterza, 2016, ISBN 978-88-581-2514-4.
- Il desiderio di infinito: vita di Giusto Gervasutti, Bari, Roma, Laterza, 2017, ISBN 978-88-581-2753-7.
- Storia delle Alpi: le più belle montagne del mondo raccontate, Pordenone, Biblioteca dell'Immagine, 2017, ISBN 978-88-6391-269-2.
- Verso un nuovo mattino: la montagna e il tramonto dell'utopia, Bari, Roma, Laterza, 2018, ISBN 978-88-581-3194-7.
- con Fulvio Beltrando, Il bel Viso: la montagna che guarda gli uomini, Saluzzo, Fusta, 2019, ISBN 978-88-85802-37-7.
- Una coperta di neve, Milano, Mondadori, 2020, ISBN 978-88-04-72251-9.
- Il grande libro del ghiaccio, Bari, Roma, Laterza, 2020, ISBN 978-88-581-4115-1.
- La discesa infinita, Milano, Mondadori, 2021, ISBN 978-88-047-4098-8.
- Se non dovessi tornare (Mondadori 2023)
- La montagna sacra (Laterza 2024)